# Cartão de desconto
Um cartão de desconto é um cartão ou documento, geralmente um cartão de crédito de plástico ou cartão de papel, que dá direito ao titular a descontos nos preços de alguns produtos ou serviços. Os cartões podem ser emitidos como parte de um programa de fidelidade, oferecendo descontos aos clientes existentes para garantir a continuidade do seu costume; podem ser oferecidos gratuitamente, oferecendo um desconto modesto com a intenção de persuadir os compradores a frequentar as lojas participantes; ou podem ser vendidos aos membros, oferecendo descontos maiores – por exemplo, o cartão de degustação oferece descontos de 50% em muitos restaurantes – a um custo anual substancial. Os cartões podem ser oferecidos por comerciantes ou grupos de comerciantes, por clubes ou associações que negociam em nome de todos os membros para obter benefícios, ou por organizações oficiais que oferecem preços concessionais a grupos qualificados, como os deficientes.

## Tipos
- Cartões de fidelidade
- Cartões que dão direito a desconto educacional. Em muitos casos, pode ser oferecido um desconto na comprovação da condição de estudante, sem um cartão especial.
- Cartões que dão direito a desconto militar.[1][2] Em muitos casos, pode ser oferecido um desconto no comprovante de filiação atual ou anterior ao serviço militar, sem cartão especial.
- Cartões que dão direito a desconto por invalidez.[3] Em muitos casos, pode ser oferecido um desconto na comprovação de deficiência, sem um cartão especial.
- Cartão de prova de idade, um cartão que atesta a idade do titular. Este tipo de cartão pode, por exemplo, ser utilizado por crianças mais velhas para viagens gratuitas ou com desconto em transportes públicos.